# يسبر أولسن
يسبر أولسين (20 مارس 1961 في فاكسي) (بالفرنسية: Jesper Olsen)‏ لاعب كرة قدم دنماركي معتزل كان يجيد اللعب في مركز الجناح الأيسر .
لعب أولسين في أندية نايستفيد (1977-1981) أياكس أمستردام (1981-1984) مانشستر يونايتد (1984-1988) نايستفيد مجددا (1988) بوردو (1989-1990) كاين (1990-1992) .
ساهم أولسين في تتويج نادي أياكس أمستردام ببطولة دوري الدرجة الممتازة مرتين موسمي 1981/1982 و1982/1983 وكأس هولندا موسم 1982/1983 كما ساهم في تتويج نادي مانشستر يونايتد ببطولة كأس الاتحاد الإنجليزي لكرة القدم موسم 1984/1985 .
شارك أولسين مع منتخب الدنمارك في 43 مباراة دولية مسجلا 5 أهداف في الفترة من 1980 إلى 1990 . تم استدعائه للمشاركة في بطولة كأس الأمم الأوروبية لكرة القدم 1984 التي أقيمت في فرنسا وخرج فيها من الدور النصف النهائي وبطولة كأس العالم لكرة القدم 1986 التي أقيمت في المكسيك حيث وصل إلى الدور ثمن النهائي، علما بأن أولسين سجل 3 أهداف في مرمى منتخبات اسكتلندا، ألمانيا الغربية وإسبانيا.

## مسيرته الكروية
لعب يسبر أولسن خلال مسيرته الاحترافية مع 5 أندية في ستة عشر موسمًا وسجل خلالها 59 هدفًا ضمن 402 مباراة. حيث فاز في موسمين بالكأس وفي موسمين بالدوري.
خاض يسبر أولسن مسيرته مع نادي نايستفيد في موسم 1979 في المرة الأولى واستمر معه طيلة ثلاثة مواسم ثم ما بين عامي 1988 و1989 لمدة موسم واحد، مشاركًا طوالها في 66 مباراة سجل خلالها 12 هدفًا. ثم انتقل إلى نادي أياكس أمستردام في موسم 1981–82 واستمر معه طيلة ثلاثة مواسم، حيث شارك في 85 مباراة سجل خلالها 23 هدفًا. لينتقل بعدها إلى نادي مانشستر يونايتد في موسم 1984–85 ليلعب معه خمسة مواسم، مشاركًا في 139 مباراة سجل خلالها 21 هدفًا. ثم انتقل إلى نادي جيروندان بوردو في موسم 1988–89 ولمدة موسمين، مشاركًا في 54 مباراة سجل خلالها 3 أهداف. هذا وانتقل لاحقًا إلى نادي كاين في موسم 1990–91 ولمدة موسمين، مشاركًا في 58 مباراة ولم يسجل أي هدف.

## روابط خارجية
- يسبر أولسن على موقع الاتحاد الدولي (مؤرشف)  (الإنجليزية)
- يسبر أولسن على موقع الاتحاد الأوربي (الإنجليزية)
- يسبر أولسن على موقع قاعدة بيانات كرة القدم.إي يو (الإنجليزية)
- يسبر أولسن على موقع ناشيونال فوتبول تيمز (الإنجليزية)